# Луткарско позориште
Луткарско позориште је позориште у коме се уместо глумаца појављују лутке. Луткарско позориште је најчешће намењено деци али постоје луткарска позоришта која својим квалитетом могу бити веома интересантна и за одрасле. Чувено је позориште „Обрасцов“ из Москве.
По начину како се управља луткама оне се деле на више типова:
- Марионете - су лутке на концу. Глава, руке, ноге лутке су повезане танким концима на којима висе. Луткар - особа која управља лутком је практично држи у ваздуху непосредно изнад тла. У зависности од израде и броја тачака - броја конаца којима се управља лутком покрети могу бити мање или више прецизни. Код марионете управљач лутком стоји иза ње и практично је гледа одозго. Величина марионете је у просеку од 30 до 50 cm. Луткар „говори из стомака“, тј. говори уместо лутке при чему не помера полуотворене усне тако да се не примећује да говори човек а не лутка.
- Лутке за руку - лутке које се као чарапе навлаче на руку. Крај „чарапе“, место где је шака луткара, је и глава лутке. Овде је готово увек правило да прсти руке померају горњу вилицу лутке а палац доњу. Ове лутке по правилу имају само главу и руке, а само понекад и ноге. Позорница личи на кутију која је на одређеној висини тако да луткари држе лутке изнад главе тако да се кроз отвор позорнице види само горњи део лутке. Типична оваква лутка је жабац Кермит иу чувеној серији „Мапет шоу“.
- Постоје лутке величине човека које облаче глумци. У зависности од потребе, ако лутка треба да буде мања у њу улази особа малог раста - дете или кепец.
- У серији „Мапет шоу“ луткарство је побољшано до савршенства, луткарима на располагању стоје ТВ монитори на којима они прате кретање и гестикулације лутака.

## Типови лутака
Постоји пуно различитих типова лутака. Сваки има своје карактеристике, а за сваки постоји адекватни драмски материјал. Одређени типови развили су се под одређеним културним или географским условима.

### Ручна лутка (гињол, зевалица)
Енглези такве лутке зову puppet, Италијани burattino, Французи guignol, Немци puppe. Те лутке имају шупље тело покривено тканином која прекрива руку луткара, па он прстима може ући у главу и руке лутке и тако је помицати. Публика види лутку од струка према горе, а ујесто ногу тканину налик на сукњу. Како су биле лаке како тежином тако и за манипулацију, биле су јако популарне код мањих путујућих театара по читавој Европи (практично је само један луткар могао одржати читаву представу) а биле су популарне и по Кини.

### Штапна лутка (јавајка)
Таквим луткама се манипулише одоздо - штаповима. Луткар већим и дужим помиче читавог лутка, а мањим помиче руке и по потреби ноге. Тај тип лутака традиционалан је на индонезијским острвима [[Јава (острво)|Јави и Балију, где су познате као вајанг голек. У Европи су дуго времена биле ограничене на рајнску област, све док их почетком 20. века Ричард Тешнер није почео користити у Бечу. У Москви је са њима експериментисала Нина Ефимова, и тиме можда инспирисала московски државни театар ког је водио режисер Сергеј Образцов, да током 1930-их постави на сцену бројне представе са тим типом лутака. Након Другог светског рата Образцов је често гостовао по земљама источне Европе па је то утицало на развој луткарства у тим земљама. Такве лутке захвалне су за споре покрете, док за нормалне и брже треба и по 2-3 луткара да манипулирају једном лутком на сцени.

### Марионета (лутка на концима)
То су лутке којима се управља одозго, помоћу конаца или жичица (што је чешће). Они воде до свих екстремитета и осталих важних делова лутке, тако да се помицањем може изазвати разне покрете, од седења, лежања, скакања, окретања - заправо готово све могуће. Једноставна марионета може имати девет жичица, по једну за сваку ногу, руку, раме и уво (да се може покретати глава), и једну на базу кичме (за клањање). Уколико су потребни специјални ефекти број жичица се може удвостручити па и утростручити. Манипулација марионетама са много жичица је врло компликован посао и захтева велику вештину, јер је крстом на ком су нанизане све те жичице врло тешко управљати.

### Плошна лутка (театарсена)
Поред тродимензионалних, постоји и читава породица дводимензионалних равних лутака. Њима се манипулише исто тако одозго као марионетама. Изгледа да настале у Енглеској као нуспродукт штампарија око 1811. као својеврсни театарски сувенир.

### Сенке
То је специјални тип равне лутке, чија се сенка види на прозирном заслону. Оне су се изрезивале од коже или неког другог непрозирног материјала. Такви су традиционални театри на Јави, Балију и Тајланду, до Европе су стигли у 18. веку.

### Остали типови
Тих пет типова нису и сви које користе театри, јер постоје и лутке које пред публиком носе њихови аниматори то су јапанске лутке - бунраку, назване по њиховом креатору из 18. века Уемуру Бунракукену. Тим великим луткама управљају чак три луткара, главни аниматор контролише кретње главе, обрва и очију и десне руке, други аниматор помиче леву руку, а трећи се брине о ногама.
Постоји још један тип а то су лутке за плес (марионнеттес à ла планчетте), које су биле популарне током 18 - 19. века. Њих су користили улични свирачи. Те мале фигуре биле су направљене да изгледају као да плешу, кретања су им биле мање-више случајне, са малим варијацијама, јер су само једним концем биле повезане са свирачевим коленом.
- Позоришна представа са плошним луткама
- Представа са марионетама
- Позориште сенки

## Историја
Луткарство је вероватно настало из ритуалних маски и обичаја коришћења минијатурних људских фигура у магијске сврхе.
Први писани документи о луткарском театру у Европи сежу до 5. века п. н. е., о њему је писао грчки историчар Ксенофонт у Simpoziju (Συμπόσιον). Године
422. п. н. е., да је приликом посете кући Атењанина Калије гледао предсаву луткара - Фотеина Сиракужанина. Како слични документи не постоје за стање у Кини, Индији, Јави и другде по Азији, није могуће прецизно одредити кад су се почеле приказивати прве представе, али и оне су започеле давно. Неки стручњаци сматрају да се луткарство родило у Индији, те да је преко Персије и Арабије дошло до Грчке и Рима.
Прво је развијена марионета, лутка која се покреће концима. За њу су знали антички народи Египћани, Индијци и Грци. Аристотел је описао марионету пишући о врховном божанству, по њему он/оно управља људима исто као луткар - помичући конце. Марионета је име добила у Француској за средњег века кад је реч mariote (mariette или mariolette) била синоним за лутку девице Марије. Та лутка се користила као играчка, али и у представама - црквеним приказањима библијских садржаја. Та се пракса наставила и након Тридентског концила 1563. који је начелно био против луткарских представа. У Европи од средњег века тиња ривалитет између два типа лутака; марионете и мале ручне лутке дрвене главе са екстремитетима који се покрећу. Марионете су одувек биле на већој цени код виших класа на дворовима а ручне лутке код сиротиње на сајмиштима.
Марионетски театри су својим репертоаром, раскошном сценографијом и костимографијом постали конкуренција другим театрима и осталим формама елитне културе, па су постали омиљени на племићким дворовима, а након тог и међу обичним грађанима кад су се почеле градити театарске зграде. Театри са ручним луткама били су мали (породични) путујући, често пуно социјално осетљивији и критичнији, али су масовно банкротирали у међуратном периоду.
На Сицилији су током 16. века почели израђивати поприлично велике лутке (готово људских димензија), за упризорење витешких поема као што су Песма о Ролану или Бесни Орландо за које им је требало и до 300 лутака. Из те традиције родила се Опера деи Пупи која је 2008. уврштена на Унесков Списак нематеријалне светске баштине у Европи.
Луткарство је у Италији било нарочито популарно у периоду између 18 - 19. века, кад је сваки већи град имао по барем један луткарски театар, а за време сајма и по неколико, јер би се тад сјатило и по неколико путујућих театара, који су процвали у том времену. По Шпанији су се најчешће изводиле витешке легенде и романсе. По земљама немачким земљама Светог римског царства је традиција путујућих марионетских театара документована још у 10. веку. Током 16. и 17. века био је јак утицај путујућих из трупа из Енглеске званих - Englische Komödianten, који су често изводили мешане представе са глумцима и марионетама заједно. Те исте трупе покупиле су са тих турнеја легенду о Доктору Фаусту и пренеле је у Енглеску. Она је инспирисала Кристофера Марлоуа да напише свог Доктора Фауста, који се адаптиран изводио као марионетска представа и као такав утицао на Гетеа. У то време дотад номадски - марионетски театри почели су да добијају статус врхунске дворске забаве. У тој атмосфери је Јозеф Хајдн компонирао музику за пет луткарских опера које су извођене на дворовима Естерхаза, а Хајнрих фон Клајст је 1810 написао у берлинским новинама Abendblättern есеј Über das Marionettentheater, у ком је марионете претпоставио људској несавршености.
Француској су се марионетски театри почели ширити крајем 16. века, у Паризу су постале популарне представе са класичним италијанскими ликовима из театара као што су Pulcinella и Arlecchino. Након периода велике славе коју су уживали током владавине Lуја XIV, почетком 18. века су изгубили популарност. због нарасле конкуренције па су одтад животарили по сајмиштима. У Енглеској су марионетски театри успешно егзистирали од половице 16. века и успевали су да опстану и онда кад су остали театри банкротирали, захваљујући бурлескама са ликовима као што су Панч и Џуди. Посустали су у 19. веку кад су њихов посао по сајмовима преузели театри са лако преносивим - Ручним луткама (зевалицама).
Марионетски театри су доживели ренесансу почетком 20. века, кад су славни писци и музичари као; Метерлинк, Жари, Гелдерод, Лорка и Арто почели су да стварају дела за њих. У то време је авангардни редитељ Ервин Пискатор открио да су марионете искористиве у пропагандно-политичке сврхе због своје сугестивности. Бројни други театарски реформатори су у њима видели велике могућности, као руски симболист Фјодор Сологуб или енглески модерниста Едвард Крејг који је у есеју The Actor and the Über-Marionnette објављеном 1908. изнео тезу о идеалном извођачу - Über-Marionetti (супер-лутки), будући да се јединство стила којем је тежио, може постићи једино са имперсоналним марионетама а не са глумцима који у комад уносе превише властите личности.
У то доба велики успех доживио је комад Убу рои француског књижевника Алфреда Жарија.
Након Првог светског рата луткарство се снажно развило у Чешкој у том је предњачио Јосеф Скупа који је измислио сатиричне ликове Спејбла и Хурвинека (отац и син) и увесељавао публику у свом плзењском театру - Loutkové divadlo Feriálních osad и на гостовањима по читавој земљи.
Тад је у Прагу - 1929. основано међународно удружење - UNIMA (Union Internationale des Marionettes), које је и данас кровна организација луткара света.
Након Другог светског рата луткари су почели да траже инспирацију у магијској и ликовној снази лутака, као Дарио Фо у Италији или Петер Шуман и његова америчка трупа - Bread and Puppet Theater која је 1960-их експериментисала са луткама наднаравне величине.
Велики успех постигле су лутке из Мапета које је креирао Џим Хенсон са супругом Џејн, оне су се почеле емитовати у новембру 1969. у емисији Улица Сезам.
На Далеком истоку превладава традиција Лутака на штапу, које су по кинеским театрима различите величине, због различите традиције по покрајинама. Заједничко им је да најчешће немају ноге и да су им лица обојена у стилу Пекиншке опере па боје одређују њихов карактер. 
Јапански - бунраку је специфичан жанр театра са великим, али лаганим луткама и властитим репертоаром.